# Greth

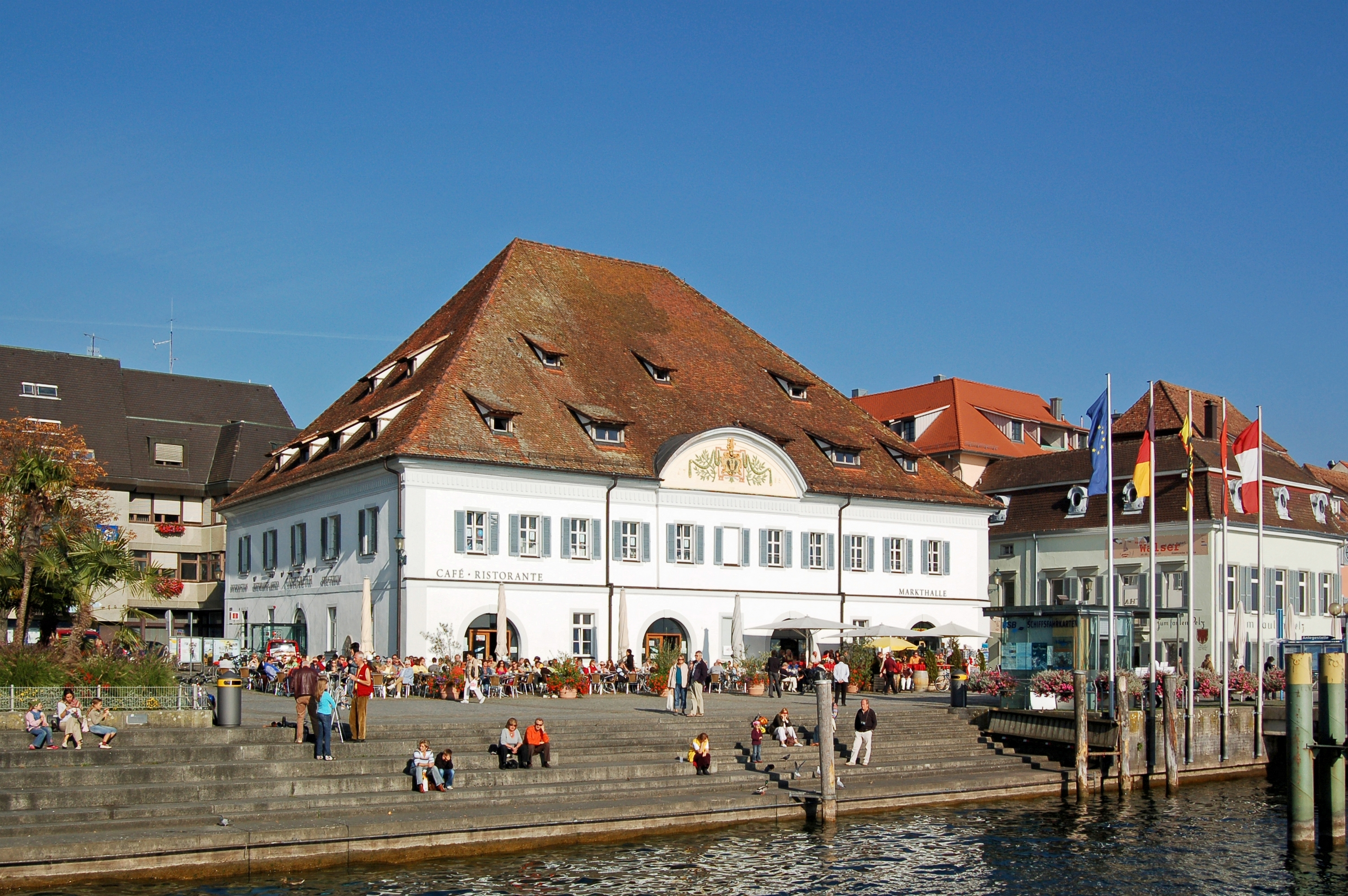
Die Greth am Landungsplatz

Die Greth oder auch Gred in Überlingen ist ein ehemaliges städtisches Warenlager- und Handelshaus des in der reichsstädtischen Zeit bedeutenden Überlinger Getreidehandels. Sie dient heute als Geschäftshaus, Kino und der Gastronomie. Das spätbarock-frühklassizistische Gebäude mit mittelalterlichem Kern dominiert zwischen Seepromenade/Landungsplatz und der Hoftstatt durch seine Größe und durch das dreigeschossige Walmdach auch die altstädtische Seefront. Auf der Grundlage der badischen Landesbauverordnung wurde sie bereits 1936/1937 als Kulturdenkmal eingetragen.

## Geschichte

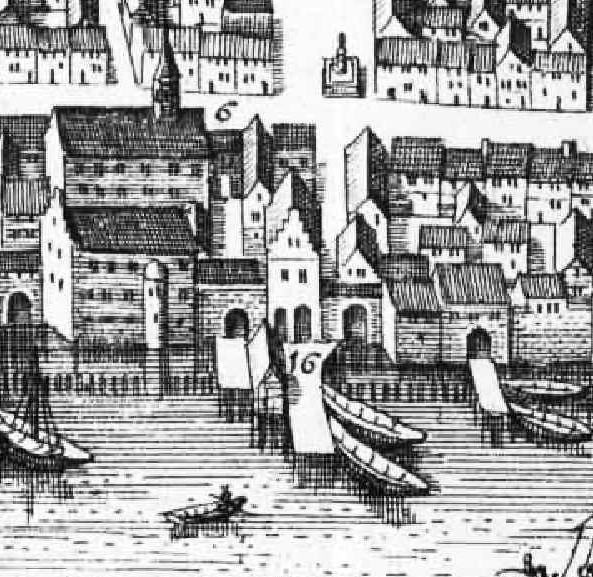
Die „alte“ Greth (16), Ausschnitt aus dem Plan von Matthäus Merian (1640/43)

Die Geschichte des Gebäudes geht bis in das späte 14. Jahrhundert zurück: Dendrochronologische Untersuchungen ergaben, dass Eichpfeiler im östlichen Gebäudeteil aus dem Jahr 1382 stammen. Archäologische Arbeiten belegen, dass bereits eine hochmittelalterliche Besiedlung auf dem Grundstück bestand. Das erste schriftliche Zeugnis ist die Gredordnung (eine Art Zollordnung) von 1421.
Eine Ansicht des mittelalterlichen Gebäudes kann die Vogelschau von Matthäus Merian aus dem Jahr 1640 (oder 1643) und das Belagerungsbild von 1670 vermitteln: sie zeigen an der Seefront einen turmartigen, dreigeschossigen Steinbau mit hohem Dach und Staffelgiebeln, im Erdgeschoss öffnen zwei große Tore zur Schiffslände hin. Diese Bauart der alten Greth ist in Überlingen am ehesten verwandt mit dem sogenannten Steinhaus und dem Petershauser Hof. Östlich der Greth stand das spätmittelalterliche Greththörlein am Eingang der heutigen Löwengasse zur Hofstatt hin.
Außer der Aufgabe als Lager-, Zoll-, Waag- und Handelshaus diente die Greth auch als Ort des Bürgereides, öffentlicher Bekanntmachungen und anderer Veranstaltungen (1555 als Tanzhaus bezeichnet). Letzteres wird durch eine zehn Meter lange Darstellung eines, 1539 geschaffenen, St.-Georgs-Motivs mit geflügeltem Drachen im ersten Obergeschoss bezeugt. Bisher konnten jedoch keine Hinweise gefunden werden, wie die Verbindung zwischen dem Drachen-Motiv und der Saalnutzung stand.

### Ab 1787

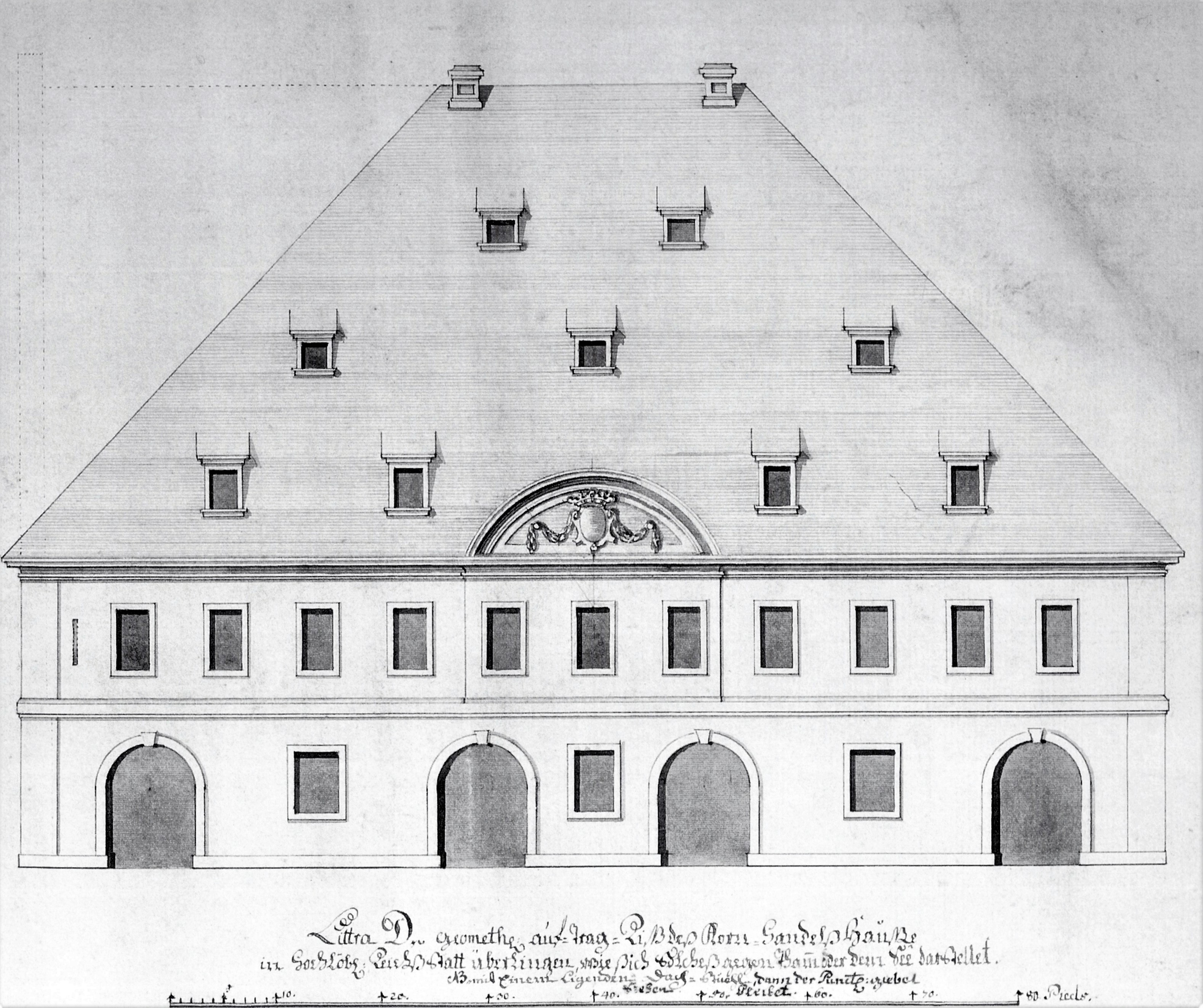
Bagnatos Originalentwurf der Südseite

Nach einem Dacheinsturz eines neuen Erweiterungsbaues an der „alten“ Greth im Jahr 1787 beschloss der Stadtrat am 7. Februar 1788 einen Um- bzw. Neubau des Lagerhauses durch den Deutschordensbaumeister Franz Anton Bagnato durchführen zu lassen. Anfang März wurde der Bauvertrag geschlossen. Bagnato plante eine Verdoppelung des mittelalterlichen Staffelgiebelbaues integrierend in den spätbarock-frühklassizistischen Neubau unter einem mächtigen, 13 Meter hohen Walmdach. Nach nur sechs Monaten, im Oktober 1788, wurde der heutige Bau fertiggestellt. Der Neubau war nicht in barocker Farbigkeit gehalten, sondern in klassizistischer Nüchternheit „weiß angeworfen und mit Steinfarbe eingefaßt“.

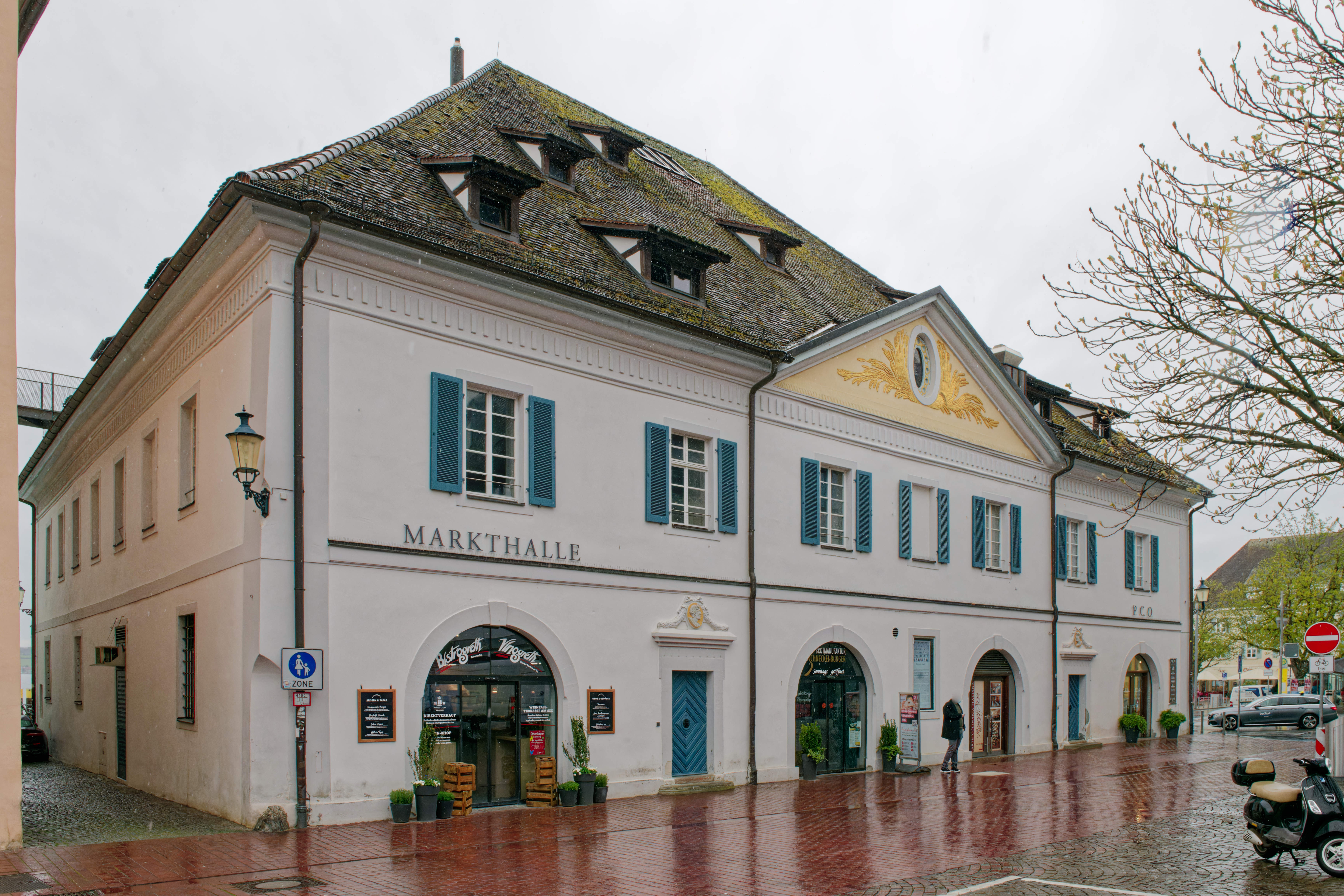
Nordseite

Im Erdgeschoss öffneten sich in die beiden Getreidehallen – zu denen sich auf der Stadtseite zusätzlich die beiden hervorgehobenen und verzierten Zugänge der inneren Wendeltreppen befanden – je vier mächtige Tore zum See, für die Schiffe, und zur Hofstatt hin, für Fuhrwerke. Im Obergeschoss waren die Amtsräume und die Wohnung des Grethmeisters sowie weitere Räume des Grethpersonals eingerichtet, die drei Geschosse im Walmdach dienten als Schüttböden. Sie gliederte sich in die Mainauer Greth (benannt nach dem benachbarten Mainauer Hof) für den Handel mit Brotgetreide, die Mittel-, die Haber- und die Schmalzgreth für den Lebensmittelhandel. Als repräsentatives Vorbild der neuen Greth stand das von 1746 bis 1749 von Bagnatos Vater Johann Caspar Bagnato erbaute Kornhaus in Rorschach am Bodensee.
Nach dem Niedergang des Getreidehandels dienten die beiden großen Kornhallen in der Folgezeit unter anderem als Geräteraum der Freiwilligen Feuerwehr und des städtischen Werkhofes sowie als städtischer Lagerraum und für die Räume der Kurverwaltung. Im Obergeschoss waren seit 1920 die Leopold-Sophien-Bibliothek und (nach der Teilung 1937) die Stadtbücherei untergebracht. Bei einer Sanierung in den 1950er Jahren erhielt die Greth, in Anlehnung an das Deutschordensschloss auf der Mainau, eine Gelb-rotbraune Farbgebung mit weißen Fensterläden.

### Sanierung 1997/1998

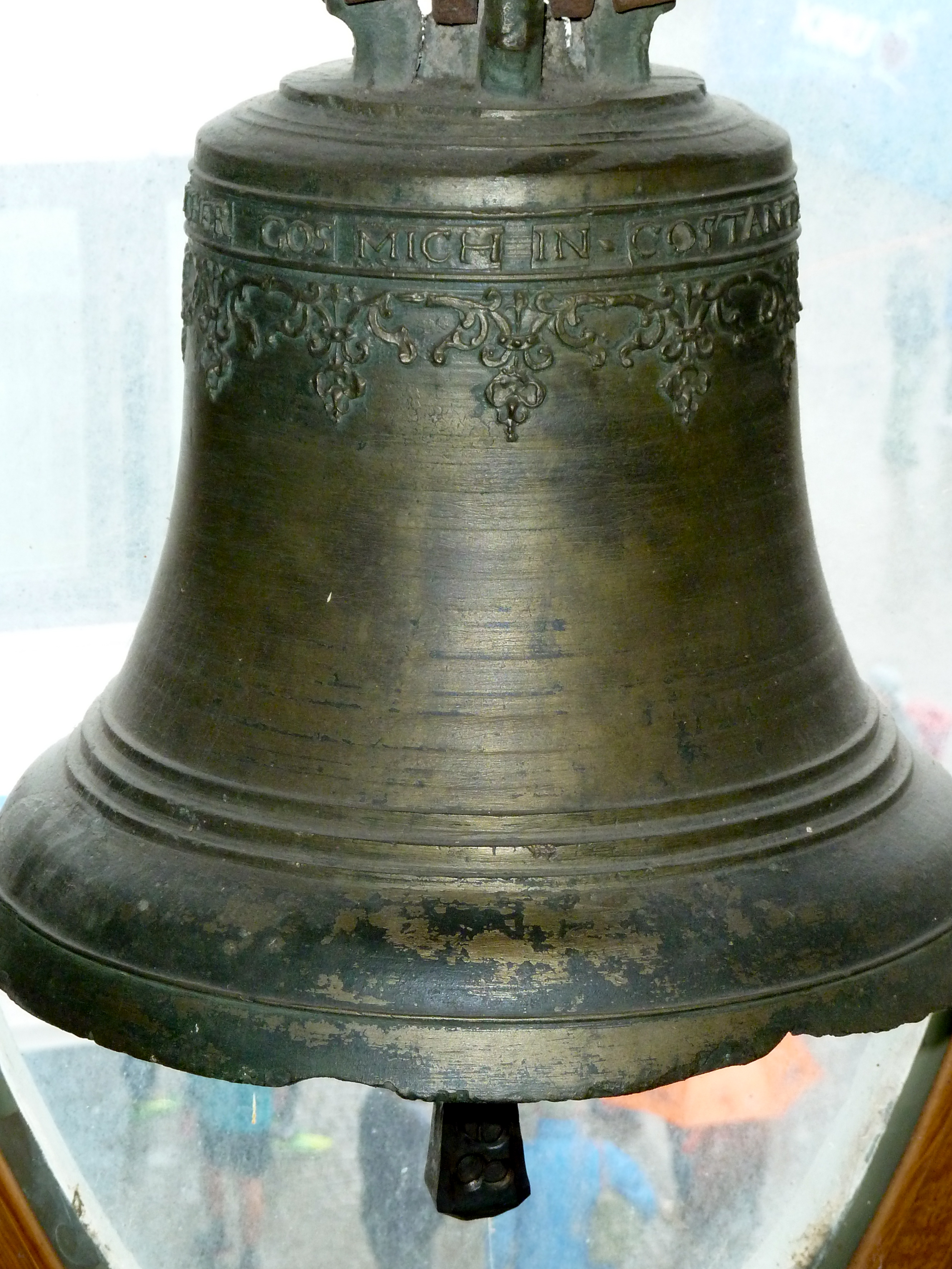
Die Marktglocke der Greth von 1655 ist im Kino zu sehen

Nach dem Auszug der Stadtbücherei, der Leopold-Sophien-Bibliothek und des Verkehrsbüros in das ehemalige spitälische Torkelgebäude bzw. in das Steinhaus, begann ab September 1997 die grundlegende Sanierung des Gebäudes. Dabei wurden die hölzerne Innenkonstruktion und das Dachgefüge repariert und zur Entlastung teilweise durch Stahlträger ergänzt.
Während die im inneren vorhandenen mittelalterlichen bis barocken Wand- und Deckenputze erhalten werden konnten, mussten die durch Feuchtigkeit beschädigten Putze in den Hallen erneuert werden. Bei diesen Arbeiten wurde auch das Drachen-Motiv wiederentdeckt. Die Ausstattungen des 18. und 19. Jahrhunderts, darunter Türen, Tore, Dielenböden, Fenster und Kachelöfen, blieben ebenfalls erhalten, wie die vielen tausend, handgestrichenen Biberschwanzziegel des Walmdaches, die mit passenden Altziegeln ergänzt wurden. Die Gelb-rotbraune Fassadengestaltung aus den 1950er Jahren wurde nicht wiederholt, sondern (nach dem historischen Entwurf von 1788) ein weißer Grundanstrich mit hellgrau abgesetzten Architekturgliedern und blauen Fensterläden gewählt.
Die umfassende Sanierung wurde im November 1998 abgeschlossen. In der rund 350 m² fassenden östlichen Halle entstand eine großzügige Markthalle, die etwa gleich große westliche Halle beherbergt einen Gastronomiebetrieb und ein Ladengeschäft. Eine größere Ladenfläche, Büros sowie ein weiteres Restaurant haben im ersten Obergeschoss Platz gefunden. In den drei Dachgeschossen entstand ein Kino mit drei Sälen. In der Kino-Lounge ist im Nordgiebel vor einem ovalen Fenster die Greth-Glocke zu besichtigen mit der Aufschrift Leonhart Rosenlecher gos mich in Costantz anno 1655.
Das Gebäude kommt, trotz seiner großen Abmessungen, für die innere Erschließung mit nur einer zentralen Treppenanlage und einem Aufzug aus, die vom Haupteingang am Landungsplatz zugänglich sind. Dies war nur möglich, weil sich das Treppenhaus der benachbarten städtischen Galerie Fauler Pelz als Fluchttreppe anschließen ließ, was mittels eines Steges aus dem ersten Dachgeschoss, über die Löwengasse hinweg, erreicht wird.

## Getreidemarkt
Die Lage der einstigen Reichsstadt vermittelte den Verkehr über den Überlinger See von Schwaben nach Konstanz und der Schweiz. Mehrere wichtige Straßen (von Stockach, Pfullendorf und Meersburg) kreuzten sich in Überlingen, was für den Getreidemarkt von besonderer Bedeutung war.

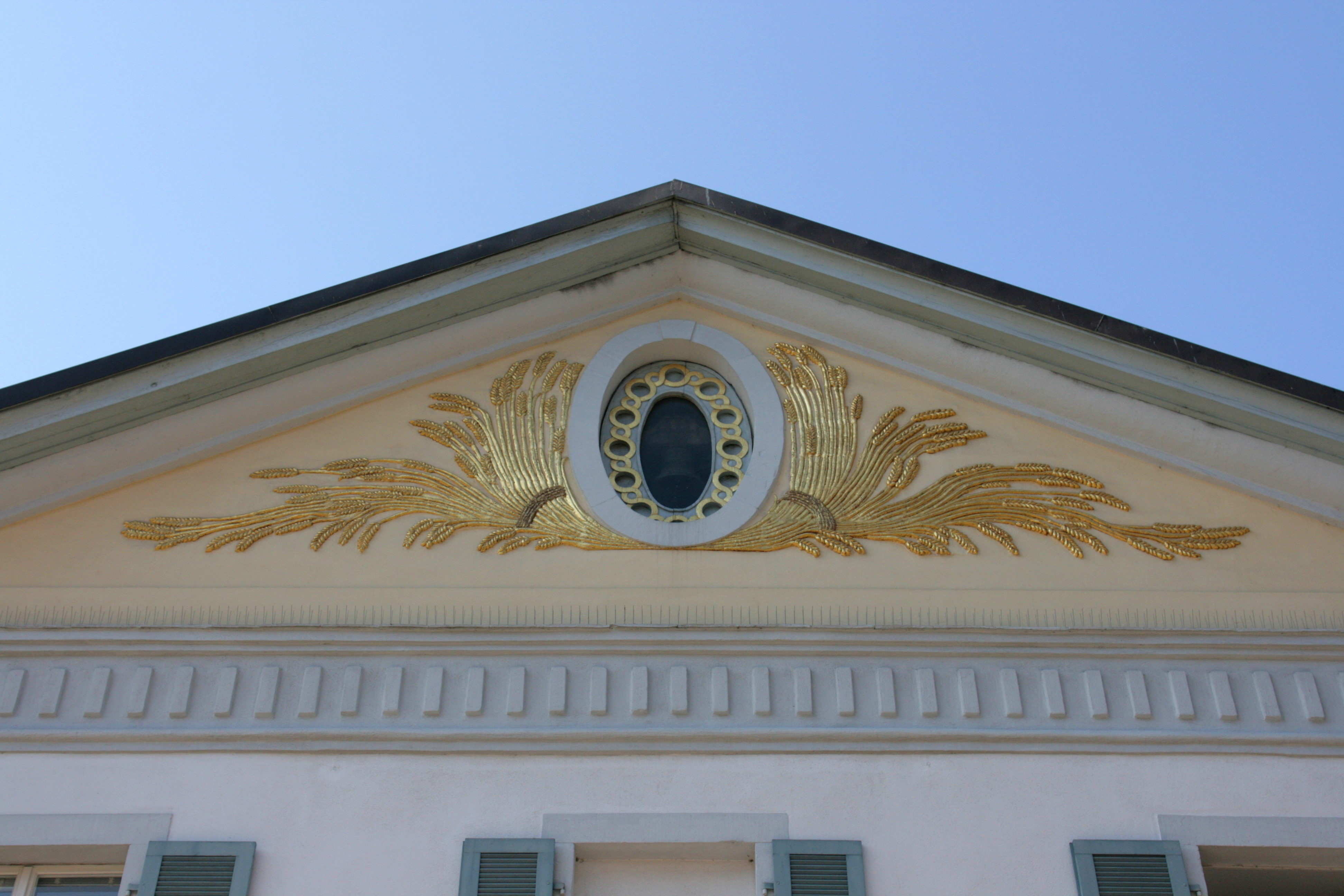
Nordgiebel, im Fenster die Greth-Glocke

Durch den Schlag der Greth-Glocke im nördlichen Giebel der Greth an der Hofstatt begann der Handelstag. In den Hochzeiten des Überlinger Getreidehandels im 16. Jahrhundert fanden bis zu hundert Menschen im Handelshaus Greth als Grethmeister, Marktverseher, Unterkäufer, Kornmesser oder Knechte Arbeit. Für jeden verkauften Sack Getreide hatten Käufer und Verkäufer einen Pfennig Grethgeld an die Stadt zu zahlen, dafür bürgte diese für Qualität des verkauften Korns. Laut der ersten Gredordnung von 1421 wurde nicht nur mit Getreide gehandelt, sie sieht unter anderem auch Taxen für den Verkauf von Wein, Honig, Wachs, Eisen, Kupfer, Wolle, Tuch, Garn und anderen Waren vor. Man beschränkte den Haupthandel später jedoch auf Getreide.
Überlingen besaß bis in die Mitte des 19. Jahrhunderts einen bedeutenden Kornmarkt, der aber immer mehr an Bedeutung verlor, da am nördlichen Bodenseeufer eine erhebliche Konkurrenz zu Ludwigshafen und Friedrichshafen entstand. Dort wurden neue und zeitgemäße Hafenanlagen errichtet. Als Friedrichshafen um 1850 einen Eisenbahnanschluss erhielt und der Trajektverkehr nach Romanshorn eingerichtet wurde, begann der Überlinger Getreidemarkt vollkommen in der Bedeutungslosigkeit zu versinken. Die Stadt besann sich dann auf den Fremdenverkehr als neue Geldeinnahmequelle.